# Georges Becker
 (avril 2020).
Si vous disposez d'ouvrages ou d'articles de référence ou si vous connaissez des sites web de qualité traitant du thème abordé ici, merci de compléter l'article en donnant les références utiles à sa vérifiabilité et en les liant à la section « Notes et références ».
Pour les articles homonymes, voir Georges Becker (peintre), Georges Joseph Becker (peintre) et Becker.
Georges Becker, né le 7 février 1905 à Belfort et mort le 10 septembre 1994 à Montbéliard, est un mycologue français. Il a été aussi député du Doubs de 1958 à 1967.

## Biographie
Issu d’une famille de commerçants, il fait ses études à Lyon, à la faculté des lettres et au conservatoire. En 1927, il commence une carrière de professeur de l'enseignement secondaire à Mirecourt. Il collaborera aussi au journal L'Est républicain et à la revue de jardinage Rustica.
En 1934, il est nommé au collège Cuvier à Montbéliard. En 1953, il soutient à l'université de Besançon une thèse intitulée Observations sur l'écologie des champignons supérieurs (publiée en 1956). Il sera président de la Société mycologique de France. L'espèce Amanita beckeri lui a été dédiée.
Dès le début de la guerre, il s'engage dans la Résistance. Après la guerre, il enseigne à Altkirch jusqu’en 1958 où d’anciens amis le poussent à une carrière politique. C'est ainsi qu'il est élu député du Doubs de 1958 à 1967 sous l'étiquette UNR.

## Publications
- Poésies, Belfort, ?
- Le livre des messages, Montbéliard, Billerey, 1941
- Ulysse et Climène, contes en patois de Montbéliard, Montbéliard, 1949
- La vie privée des champignons, préface de Roger Heim, Stock, 1952, réédité en 1975
- La mycologie et ses corollaires : une philosophie des sciences naturelles, Paris, 1974
- Les champignons savoureux et dangereux, Paris, 1978
- Les recettes de la "Climène", la cuisine authentique du pays de Montbéliard, Rayot Dépoutot, Montbéliard, 1979
- Champignons de Franche-Comté : au fil des saisons, Ingersheim, 1980
- Champignons, Paris, Gründ, 1983, 1996  (ISBN 2700015169)
- Plantes toxiques, illustrations de Zdenek Berger, Paris, 1984
- Le gratin des champignons, en collaboration avec Roland Sabatier, Glénat, 1986
- Regards, Belfort, Montbéliard, 1990
- Les Minimes, Montbéliard, 1992